# Mont Tomanivi
Pour les articles homonymes, voir Mont Victoria.
Le mont Tomanivi (1 324 mètres), anciennement connu sous le nom de mont Victoria, est le point culminant des îles Fidji. Il est situé sur l'île principale de Viti Levu et fait partie de la chaîne de montagne traversant l'île du nord au sud. Les principaux cours d'eau de l'île, les rivières Rewa, Navua, Sigatoka et Ba ont toutes leur source dans cette zone de montagne.